# Brynhildr nell'oscurità
Brynhildr nell'oscurità (極黒のブリュンヒルデ?, Gokukoku no Buryunhirude, lett. "Brynhildr estremamente oscura") è un manga scritto e disegnato da Lynn Okamoto, serializzato sul Weekly Young Jump della Shūeisha da gennaio 2012 a marzo 2016. In Italia i diritti sono stati acquistati dalla Panini Comics, che ha annunciato l'acquisizione della serie al Napoli Comicon 2014. Un adattamento anime, prodotto dalla Arms, è stato trasmesso in Giappone tra il 6 aprile e il 29 giugno 2014. Un episodio OAV è stato pubblicato il 24 settembre 2014.

## Trama

I personaggi principali (da sinistra verso destra): Neko, Ryōta, Kana, Kazumi e Kotori

Ryōta Murakami è un liceale che non riesce a dimenticare la sua amica d'infanzia "Kuroneko", morta da bambina in un incidente avvenuto per colpa sua. Ben determinato a mantenere la loro promessa di trovare una prova sull'esistenza degli alieni, Ryōta osserva continuamente il cielo stellato dal club di astronomia della sua scuola, di cui egli è l'unico membro. Un giorno però una ragazza di nome Neko Kuroha, dall'aspetto molto simile a quello della sua amica d'infanzia, si trasferisce nella sua stessa classe e poco dopo lo salva da un incidente grazie a un potere soprannaturale. Si scopre infatti che Neko è una maga fuggita da un laboratorio di ricerca segreto sugli alieni, che non potendo vivere senza assumere regolarmente una pillola particolare, ha perciò deciso di sfruttare il poco tempo che le è rimasto per dare una mano a chi è in pericolo di vita. Da questo momento in poi Ryōta, un po' per il suo senso di giustizia, un po' per il fatto che in cuor suo spera di aver ritrovato la sua vecchia amica d'infanzia di cui è sempre stato innamorato, inizia ad aiutare Neko e altre maghe a sopravvivere e a combattere contro la Vingulf, l'organizzazione che si cela dietro questi laboratori oscuri.

## Media

### Manga
Il manga, scritto e disegnato da Lynn Okamoto, è stato serializzato sulla rivista Weekly Young Jump della Shūeisha dal 26 gennaio 2012 al 31 marzo 2016. I vari capitoli sono stati raccolti in diciotto volumi tankōbon, che sono stati pubblicati tra il 18 maggio 2012 e il 19 maggio 2016. In Italia la serie è edita dalla Panini Comics, che ha dato inizio alla pubblicazione dei volumi, sotto l'etichetta Planet Manga, nel novembre 2014 per poi concluderla nel dicembre 2018.

#### Volumi
| 1  | 18 maggio 2012                                                | ISBN 978-4-08-879348-1 | 8 novembre 2014  | ISBN 978-88-912-5689-8 |
| 1  | Capitoli - 0. Prologo - 1. Aspettando te.                     |                        |                  |                        |
| 2  | 17 agosto 2012                                                | ISBN 978-4-08-879397-9 | 6 dicembre 2014  | ISBN 978-88-912-5719-2 |
| 2  | Capitoli - 1. Aspettando te. - 2. Il sorriso e la stella      |                        |                  |                        |
| 3  | 19 novembre 2012                                              | ISBN 978-4-08-879433-4 | 7 febbraio 2015  | ISBN 978-88-912-5765-9 |
| 3  | Capitoli - 2. Il sorriso e la stella - 3. Ricordi accantonati |                        |                  |                        |
| 4  | 19 febbraio 2013                                              | ISBN 978-4-08-879524-9 | 11 aprile 2015   | ISBN 978-88-912-5811-3 |
| 4  | Capitoli - 3. Ricordi accantonati                             |                        |                  |                        |
| 5  | 19 giugno 2013                                                | ISBN 978-4-08-879564-5 | 13 giugno 2015   | ISBN 978-88-912-5896-0 |
| 6  | 19 settembre 2013                                             | ISBN 978-4-08-879651-2 | 8 agosto 2015    | ISBN 978-88-912-5948-6 |
| 7  | 19 dicembre 2013                                              | ISBN 978-4-08-879669-7 | 10 ottobre 2015  | ISBN 978-88-912-5990-5 |
| 8  | 19 marzo 2014                                                 | ISBN 978-4-08-879805-9 | 5 dicembre 2015  | ISBN 978-88-912-6077-2 |
| 9  | 18 aprile 2014                                                | ISBN 978-4-08-879806-6 | 21 aprile 2016   | ISBN 978-88-912-6136-6 |
| 10 | 18 luglio 2014                                                | ISBN 978-4-08-879865-3 | 7 luglio 2016    | ISBN 978-88-912-6291-2 |
| 11 | 17 ottobre 2014                                               | ISBN 978-4-08-890055-1 | 8 settembre 2016 | ISBN 978-88-912-6305-6 |
| 12 | 19 gennaio 2015                                               | ISBN 978-4-08-890103-9 | 15 dicembre 2016 | ISBN 978-88-912-6396-4 |
| 13 | 17 aprile 2015                                                | ISBN 978-4-08-890146-6 | 6 aprile 2017    | ISBN 978-88-912-6519-7 |
| 14 | 17 luglio 2015                                                | ISBN 978-4-08-890229-6 | 24 agosto 2017   | ISBN 978-88-912-6661-3 |
| 15 | 19 ottobre 2015                                               | ISBN 978-4-08-890275-3 | 14 dicembre 2017 | ISBN 978-88-912-6754-2 |
| 16 | 19 gennaio 2016                                               | ISBN 978-4-08-890343-9 | 19 aprile 2018   | ISBN 978-88-912-6885-3 |
| 17 | 19 maggio 2016                                                | ISBN 978-4-08-890387-3 | 16 agosto 2018   | ISBN 978-88-912-6990-4 |
| 18 | 19 maggio 2016                                                | ISBN 978-4-08-890436-8 | 20 dicembre 2018 | ISBN 978-88-912-8643-7 |

### Anime

Logo della serie

L'adattamento anime è stato annunciato l'11 novembre 2013. La serie televisiva, scritta da Yukinori Kitajima e prodotta dalla Arms per la regia di Ken'ichi Imazumi, è andata in onda dal 6 aprile al 29 giugno 2014. La sigla di apertura dei primi nove episodi è BRYNHILDR IN THE DARKNESS -Ver. EJECTED- di Nao Tokisawa, mentre quella dall'episodio dieci in poi è Virture and Vice dei Fear, and Loathing in Las Vegas; la sigla di chiusura è Ichiban hoshi di Risa Taneda, Aya Suzaki, Mao Ichimichi e Azusa Tadokoro. Un episodio OAV, che porta il titolo giapponese dell'opera Molto rumore per nulla di William Shakespeare, è stato distribuito insieme al secondo cofanetto di BD/DVD il 24 settembre 2014.

#### Episodi
| Nº   | Titolo italiano (traduzione letterale) Giapponese 「Kanji」 - Rōmaji | In onda           | In onda |
| Nº   | Titolo italiano (traduzione letterale) Giapponese 「Kanji」 - Rōmaji | Giapponese        |         |
| 1    | Aspettando te 「きみを待ちながら」 - Kimi o machinagara              | 6 aprile 2014     |         |
| 2    | Maga 「魔法使い」 - Mahōtsukai                                       | 13 aprile 2014    |         |
| 3    | Soppressori di morte 「鎮死剤」 - Chinshizai                         | 20 aprile 2014    |         |
| 4    | Ricordi perduti 「失われた記憶」 - Ushinawareta kioku                | 27 aprile 2014    |         |
| 5    | Osservazione astronomica 「天体観測」 - Tentaikansoku                | 4 maggio 2014     |         |
| 6    | La ragione del suo sorriso 「微笑の理由」 - Bishō no riyū            | 11 maggio 2014    |         |
| 7    | Frammento di speranza 「希望のかけら」 - Kibō no kakera              | 18 maggio 2014    |         |
| 8    | L'indizio lasciato 「残された手がかり」 - Nokosareta tegakari        | 25 maggio 2014    |         |
| 9    | Falsi ricordi 「偽りの記憶」 - Itsuwari no kioku                     | 1º giugno 2014    |         |
| 10   | Prova di vita 「生命の証拠」 - Seimei no shōko                       | 8 giugno 2014     |         |
| 11   | Una riunione inaspettata 「突然の再会」 - Totsuzen no saikai         | 15 giugno 2014    |         |
| 12   | Caccia alle streghe 「魔女狩り」 - Majogari                          | 22 giugno 2014    |         |
| 13   | Cose da proteggere 「守りたいもの」 - Mamoritaimono                  | 29 giugno 2014    |         |
| OAV  |                                                                      |                   |         |
| 11.5 | Molto rumore per nulla 「空騒ぎ」 - Kara sawagi                      | 24 settembre 2014 |         |